# Mézgedi-cseppkőbarlang

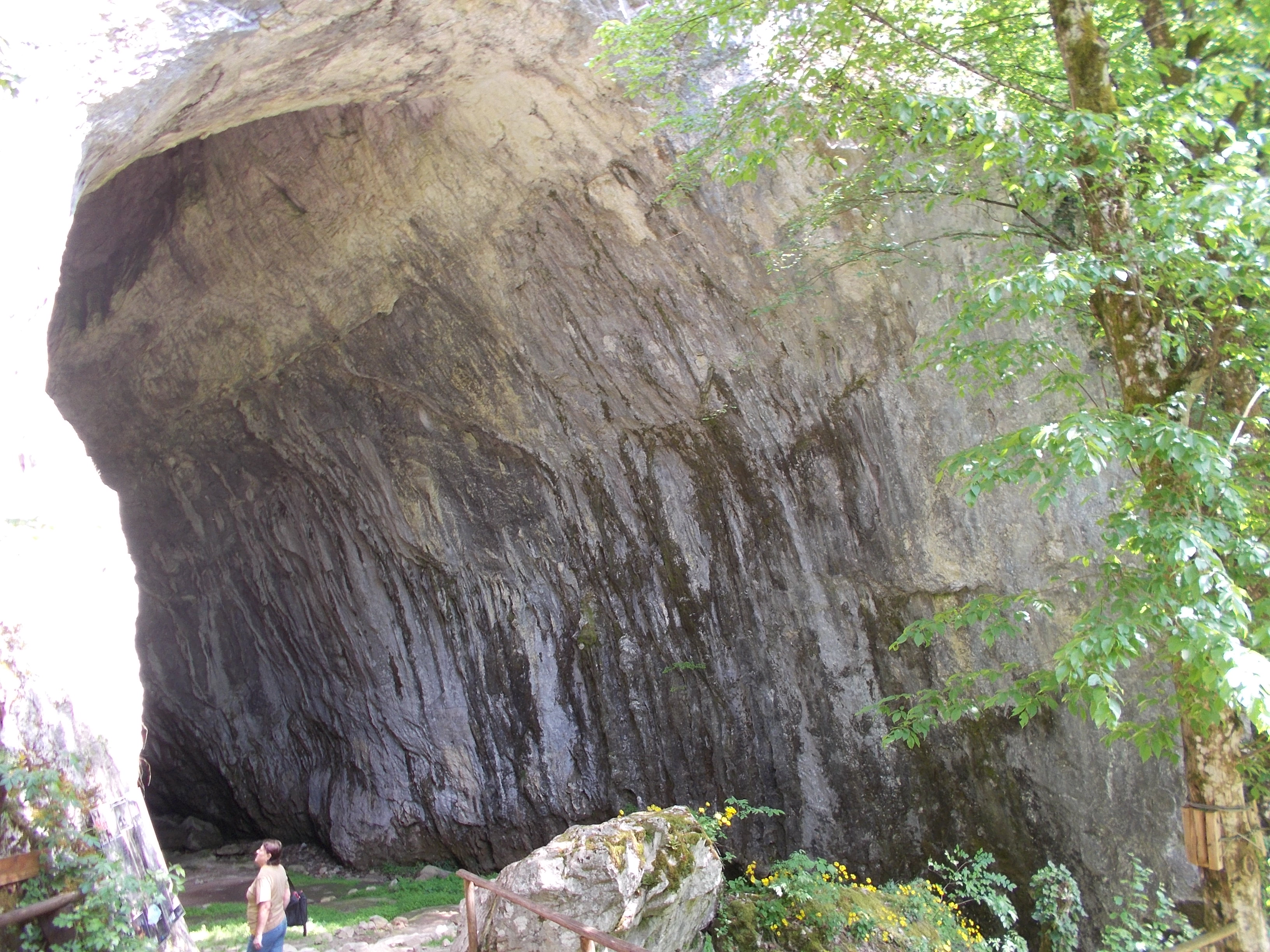
A barlang bejárata

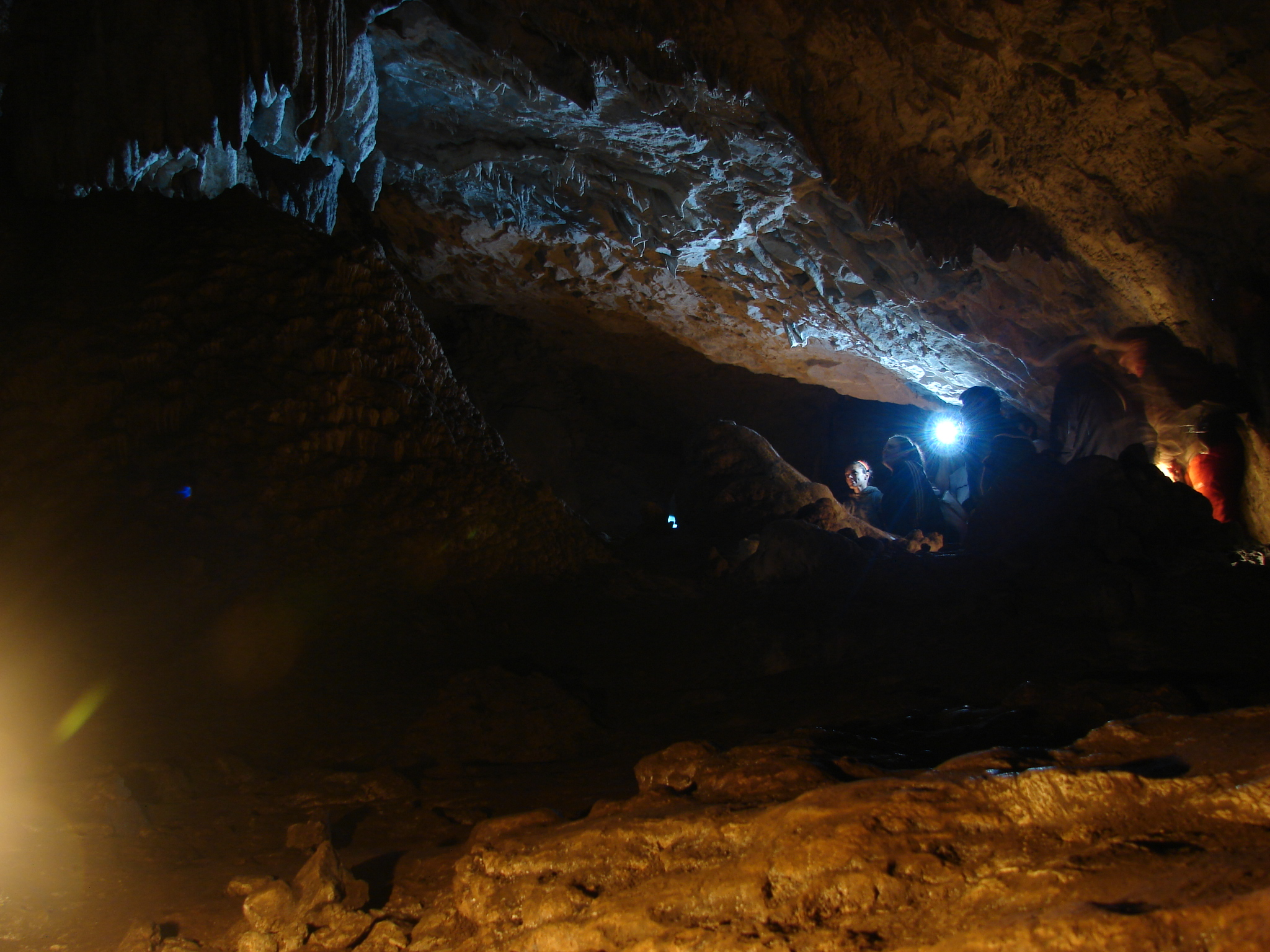

A romániai Király-erdő délkeleti részén fekvő Mézgedi-cseppkőbarlangot (románul: Peștera Meziad) a 20. század elején még Európa legnagyobb barlangjai közé sorolták. Egyéb elnevezései: Czárán-barlang, Czárán-cseppkőbarlang, Meziádi-barlang, Meziádi-cseppkőbarlang, Mézegdi-cseppkőbarlang.

## Fekvése
Belényestől 22 km-re északra eső Mézged (Meziád) községtől északnyugatra található.

## Története
A barlang feltárása Czárán Gyula (1847–1906) természetbúvár nevéhez fűződik. Ő volt az, aki feltárta és járhatóvá, látogathatóvá tette; útjelzésekkel, lépcsőkkel látta el, és ő készítette róla az első leírást is. Emléktáblája ma is ott áll a barlang előcsarnokában. Róla nevezték el később a barlangot is, mely az ország első kiépített barlangjainak egyike volt.
A bejárat kapuzata 16 méter széles és 10 méter magas. Előcsarnoka közel 200 méter hosszú, mely után következik az óriás méretű barlang, mely mintegy 200 ölnyi hosszúságban, egyenes irányban nyúlik befelé. A barlangból ágaznak szét a folyosók, és ritka szépségű cseppkőalakzatok láthatók itt. A legnagyobb különlegessége, hogy három emelete van, melyek egymás fölött keresztben húzódnak, s e barlangból ered a Meziád-patak is.
A barlang hosszát a későbbi feltárások 4774 méterben állapították meg.
A 20. század elején végzett ásatások során a barlangban, az úgynevezett „csontteremben” sok őskorból származó csontleletet találtak, amelyek a mára már kihalt barlangi medvétől (Ursus spelaeus) származnak.